# Freedom Force (videojuego de 2002)
Freedom Force es videojuego de rol táctico en tiempo real desarrollado por Irrational Games y distribuido por Electronic Arts y Crave Entertainment en 2002. El jugador guía a un equipo de superhéroes cuando ellos defienden la Ciudad Patriótica de una variedad de villanos, monstruos y otras amenazas. Una secuela, se auto-distribuyó a principios de marzo de 2005.
El juego se caracteriza por su humor, pero respetuosa evocación de la Edad de Plata de los cómics.
Los personajes de Freedom Force son la creación del artista de Irrational Games Robb Waters. Waters, que ha participado en la industria de videojuegos por más de una década, incluyendo la creación de los personajes de Thief: The Dark Project también el título de PC System Shock. En coordinación con el diseñador de juego Ken Levine, Waters creó un homenaje a la leyenda de los cómics Jack Kirby con ambo de la personalidad y expresión artística de los personajes y villanos de Freedom Force. El motor del juego destaca mallas, pieles y mapas altamente personalizables el cual permitió a los fanes hacer mods.

## Argumento
Huyendo de Lord Dominion y sus fuerzas invasores, Mentor se dirige hacia la Tierra en una pequeña nave espacial que contiene muchos de botes de la misteriosa energía X. Los barcos de Lord Dominion persiguen a Mentor y destruyen su nave justo fuera de la atmósfera de la Tierra; la explosión desparrama los contenedores de la sustancia sobre la metrópoli de la Ciudad Patriótica. La energía X alcanza a muchos de los habitantes de la ciudad, dándoles superpoderes que normalmente hacen eco a sus rasgos de personalidad (por ejemplo, del firme patriotismo de Minuteman y el ardiente temperamento de El Diablo) o dibujar en la situación en que ellos estaban cuando se energizaron (ej, The Ant o Nuclear Winter). La mayoría del juego se desarrolla en la Ciudad Patriótica, 	
pero una serie de otros lugares y períodos de tiempo se utilizan, incluyendo los reinos mágicos, tiempos prehistóricos, reinos y totalmente removidos del tiempo y del espacio.
El juego implica una diversa lista de personajes incorporando arquetipos de cómic tradicionales y paralelamente propiedades populares de Marvel y DC.

## Historieta de asociación
De enero a junio de 2005, la trama del primer juego de Freedom Force fue vuelta a contar en una miniserie de cómics de seis publicaciones publicada por Image Comics. Esta serie fue escrita por Eric Dieter y destacó el material artístico influenciado por Jack Kirby de Tom Scioli (Myth of 8-Opus, Godland). Dieter también escribió la serie "bible" y sirvió como el gerente de comunidad para el foro del sitio web oficial, "Freedom Fans".

## Secuela
El juego Freedom Force fue seguido por una secuela, Freedom Force vs The 3rd Reich.